# Volodino (Tomsk)
Volodino (en rus: Володино) és un poble de l'óblast de Tomsk, a Rússia, que el 2015 tenia 1.146 habitants.